# حوش نصری
حوش نصری (به عربی: حوش نصري) یک روستا در سوریه است که در استان ریف دمشق واقع شده‌است.
 حوش نصری  ۲٬۴۵۹ نفر جمعیت دارد.